# Louis Girod de Montfalcon
Louis Girod de Montfalcon, anche noto in Italia come Luigi Girod de Montfalcon (Ruffieux, 27 aprile 1813 – Chambéry, 12 dicembre 1880), è stato un politico francese.

## Biografia
Fu Deputato del Regno di Sardegna per quattro legislature, rappresentando i collegi di Duing, Yenne e La Motte Servolex.
È stato decorato Cavaliere dell'Ordine della Legion d'onore.